# Bataille de Raqqa (2014)
Pour les articles homonymes, voir bataille de Raqqa.
Guerre civile syrienne
Batailles
La deuxième bataille de Raqqa a lieu du 6 au 13 janvier 2014 lors de la guerre civile syrienne et oppose les rebelles à l'État islamique en Irak et au Levant pour le contrôle de la ville de Raqqa.

## Prélude
En mars 2013, la ville de Raqqa tombe aux mains des rebelles d'Ahrar al-Cham, du Front de libération de Raqqa et du Front al-Nosra. Mais en avril de la même année, l'État islamique en Irak et au Levant (EIIL) est créé en Syrie ; et en mai, il fait son apparition dans la ville de Raqqa,. La plupart des combattants du Front al-Nosra à Raqqa rejoignent cette nouvelle formation et prêtent allégeance à leur chef, Abou Bakr al-Baghdadi ; les autres se retirent sur Tabqa. Rapidement le groupe djihadiste se signale par ses exactions : le 13 mai, ses hommes exécutent publiquement trois habitants alaouites sur la place de l'Horloge. Le 28 juillet, le père jésuite Paolo Dall'Oglio, venu à Raqqa effectuer une médiation avec l'EIIL, est enlevé par les djihadistes,. Des combats ponctuels éclatent également et l'EIIL s'impose grâce au manque de coordination des autres groupes rebelles. Il s'oppose d'abord au Front al-Nosra, puis aux groupes de l'armée syrienne libre, comme la Brigade al-Farouq et la Brigade Ahfad al-Rassoul qui sont chassés de la ville, sans qu'Ahrar al-Cham n'intervienne. Des dizaines de rebelles de la Brigade Ahfad al-Rassoul sont notamment tués en août 2013 par l'explosion de plusieurs véhicules conduits par des kamikazes près du quartier-général du groupe. À l'automne 2013, l'EIIL tient les sorties de Raqqa, tandis qu'Ahrar al-Cham demeure la faction la plus puissante dans le centre de la ville. Le 17 octobre 2013, l'EIIL convoque tous les notables, les religieux et les avocats de la ville pour une réunion, soit 300 personnes. Parmi eux, le journaliste Muhanad Habayebna, est pratiquement le seul à prendre la parole pour dénoncer les exactions des djihadistes. Cinq jours plus tard, son corps est retrouvé ligoté, avec une balle dans la tête. Ses amis reçoivent ensuite des mails de menaces. Peu après, une vingtaine d'opposants prennent la fuite vers la Turquie et 14 chefs de tribus prêtent allégeance à Abou Bakr al-Baghdadi.  
La radicalité, les exactions et les ambitions de l'EIIL lui attirent cependant l'hostilité des groupes de l'opposition syrienne ; plusieurs rebelles sont exécutés ou torturés par des hommes de l'EIIL et plusieurs centaines d'opposants sont emprisonnés. Le 1er janvier 2014, l'assassinat d'un commandant d'Ahrar al-Cham par des djihadistes de l'État islamique en Irak et au Levant déclenche un conflit général en Syrie. Le 3 janvier, le Front islamique, le Front révolutionnaire syrien et l'armée des Moudjahidines lancent l'offensive dans les gouvernorats d'Alep et Idleb ; le 4 janvier, selon l'Observatoire syrien des droits de l'homme (OSDH) les pertes de l'EIIL dans ces deux gouvernorats sont alors d'au moins 36 morts et environ 100 prisonniers, contre 17 tués pour les rebelles.

## Déroulement
Le 6 janvier, les rebelles attaquent l'EIIL à Raqqa, ils assiègent le quartier-général des djihadistes et délivrent une cinquantaine de prisonniers,.
Le 7 janvier, le chef du Front al-Nosra, Abou Mohammed al-Joulani, appelle à un cessez-le-feu. Mais à Raqqa, contrairement aux autres régions, le Front al-Nosra entre en guerre contre l'EIIL et combat dès le 6 janvier aux côtés des rebelles,. Selon l'Observatoire syrien des droits de l'homme (OSDH), le Front al-Nosra est même le principal groupe à participer au siège du quartier-général de l'EIIL. La Brigade des révolutionnaires de Raqqa, un groupe de l'armée syrienne libre, rompt aussi l'allégeance qu'il avait prêté fin 2013 au Front al-Nosra pour obtenir sa protection contre l'EIIL et participe à l'offensive.
Le 8 janvier, les rebelles parviennent à prendre le contrôle de la ville, mais l'EIIL reçoit 1 300 hommes en renfort depuis l'Irak et lance une contre-attaque,. Pour prendre par surprise leurs adversaires, les djihadistes s'habillent à la manière des rebelles et s'infiltrent parmi ces derniers.
Au nord de Raqqa, près de la frontière turque, la ville de Tall Abyad est reprise par l'EIIL la nuit du 11 au 12 janvier, après avoir été conquise une semaine plus tôt par le Front islamique et l'armée syrienne,. Les djihadistes exécutent ensuite 70 à 100 combattants du Front al-Nosra et d'Ahrar al-Cham faits prisonniers,.
Le 12 janvier, les combats se poursuivent à Raqqa mais l'EIIL contrôle presque alors la totalité de la ville,. Le 13 janvier, Raqqa est entièrement entre les mains de l'État islamique en Irak et au Levant,. 
Les rebelles prennent la fuite ; la Brigade des révolutionnaires de Raqqa se réfugie notamment à Kobané où elle s'allie avec les Kurdes des YPG,.

## Pertes
Pour l'ensemble de la Syrie, l'Observatoire syrien des droits de l'homme (OSDH) affirme le 7 janvier que les combats ont fait au moins 129 morts chez les rebelles et 99 tués chez djihadistes de l'EIIL, ainsi que 46 civils. Le 10 janvier, le bilan passe à au moins 240 rebelles, 157 djihadistes et 85 civils civils tués. Le 12 janvier, l'OSDH déclare que 351 rebelles, 246 jihadistes et 100 civils ont été tués, dont 21 ont été exécutés. Le 16 janvier, selon l'OSDH, le bilan est de 608 rebelles tués (dont 99 prisonniers exécutés), 312 combattants de l'EIIL tués (dont 56 prisonniers exécutés) et 130 civils (dont 21 exécutés par l'EIIL).